# Duan Qirui
Duan Qirui o Tuan Ch'i-jui (in cinese 段祺瑞; pinyin: Duàn Qíruì; Hefei, 6 marzo 1865 – Shanghai, 12 novembre 1936) è stato un generale, politico e signore della guerra cinese, un comandante dell'Esercito Beiyang e presidente della Repubblica di Cina (a Pechino) dal 1924 al 1926. Fu anche Primo ministro della Repubblica di Cina per quattro mandati tra il 1913 e il 1918. Era probabilmente l'uomo più potente in Cina dal 1916 al 1920.

## Biografia

### Carriera iniziale
Duan nacque a Hefei da una famiglia media. Suo nonno Duan Pei era un ufficiale nell'esercito privato di Li Hongzhang, viceré di Zhili. Suo padre morì quando egli era ancora in tenera età e fu così allevato dalla nonna materna.
Nel 1885, Duan entrò all'accademia militare di Tientsin e fu promosso nel 1889 con specializzazione in artiglieria. Dopo la promozione, fu inviato a Lushun a sovrintendere alla costruzione di fortificazioni munite di artiglieria. Riconoscendo il suo talento, Li Hongzhang lo inviò a studiare scienze militari in Germania; una volta tornato in Cina, Duan divenne istruttore all'accademia militare di Weihai.
La sua buona fama si era però già diffusa e, nel 1896, Yuan Shikai lo volle nel proprio Nuovo Esercito come comandante d'artiglieria e ispettore generale d'addestramento. In poco tempo, Duan divenne uno degli ufficiali più fidati di Yuan Shikai.
Nel 1913, Yuan, divenuto presidente della Repubblica di Cina, istituì un Consiglio di Stato che sostenesse la sua dittatura. Duan fu posto alla testa di questo consiglio come premier, una posizione che mantenne solo per un anno, preferendo dedicarsi al Ministero della guerra, di cui era stato fatto ministro dal presidente Yuan stesso.
Quando, nel 1916, Yuan Shikai si autoproclamò imperatore, Duan si oppose ferventemente a questo ritorno della monarchia e l'amicizia con Yuan si ruppe del tutto. Duan fu fatto ugualmente primo ministro, ma solo dopo che questa carica era stata svuotata di tutto il suo potere. In ogni caso, pur non simpatizzando più per Yuan, Duan si oppose alla guerra di protezione nazionale, tentando di raggiungere un accordo con i ribelli.

### Ascesa al potere
A seguito della morte di Yuan Shikai, Duan formò la "cricca di Anhui" e tentò di prendere il controllo di ciò che rimaneva dell'Esercito Beiyang, dispersosi dopo la morte di Shikai. Fu tra i maggiori sostenitori dell'entrata della Cina nella prima guerra mondiale, ma si rifiutò di inviare sue truppe al fronte per evitare un indebolimento interno. In questo periodo si affermò sempre più come signore della guerra.
Duan fu sospettato di avere ricevuto dei finanziamenti dal Giappone e venne deposto dal presidente Li Yuanhong, avviando una lotta di potere fra i due. Quando Sun Yat-sen costituì un governo alternativo a quello succeduto a Yuan Shikai nella Repubblica di Cina, il nuovo presidente Feng Guozhang propose di negoziare con il leader rivoluzionario per unire le forze. Duan Qirui, al contrario, sostenne la necessità di un intervento militare. Nel 1918 riuscì a far trionfare la sua linea e a deporre Guozhang, tornando primo ministro.
Frattanto, Duan ebbe palesi contatti con i giapponesi, cui promise concessioni frequenti in cambio di aiuti militari ed economici. Questa fu una delle cause che incrementarono il già diffuso malcontento del paese e che portarono anche alla formazione del Movimento del 4 maggio 1919.
L'ormai assenza di popolarità di Duan favorì la cricca di Zhili, guidata da Cao Kun, le cui truppe sconfissero quelle di Duan il 16 luglio 1920, il che costrinse Duan a fuggire nell'insediamento giapponese a Tientsin, dove divenne un proprietario terriero protetto dal Giappone. La fuga di Duan risultò anche nella rapida sconfitta delle forze rimanenti della Cricca di Anhui: il 1923 la vittoria di Cao Kun fu confermata quando questi divenne presidente della Repubblica di Cina. L'anno successivo, Zhejiang, l'ultima provincia controllata dalla cricca, cadde.

### A capo della Repubblica di Cina
Nel novembre 1924, a seguito del colpo di Pechino guidato da Zhang Zuolin e Feng Yuxiang, Cao Kun fu rovesciato e Duan Qirui fu chiamato a sostituirlo in qualità di capo esecutivo provvisorio della Repubblica di Cina, anche se di fatto il potere era suddiviso fra i tre. Egli cominciò a negoziare una riunificazione dei governi nazionalisti con Sun Yat-sen, ma questi morì di cancro nel 1925.
Duan sapeva che il suo potere risiedeva in Zhang e Feng, e sapeva anche che entrambi bramavano la defenestrazione dell'altro. Per evitare una rottura di potere, Duan si mantenne in una posizione incerta, accordandosi talvolta con l'uno, talvolta con l'altro.
Il governo di Duan si caratterizzò per i tratti fortemente autoritari. Il 18 marzo 1926, una manifestazione di protesta a Pechino contro i signori della guerra e l'imperialismo, che criticava anche l'immobilità del governo, fu repressa nel sangue per ordine di Duan; la repressione vide 47 manifestanti uccisi e oltre 200 feriti, tra cui Li Dazhao, cofondatore del Partito Comunista Cinese. 
 L'evento passò alla storia come il Massacro del 18 marzo.
Il mese successivo, Feng Yuxiang depose Duan e lo cacciò da Pechino. Duan si rivolse allora a Zhang Zuolin, il quale non esitò ad occupare Pechino per evitare che Feng si appropriasse del potere assoluto, ma non reinsediò Duan, stanco del suo doppio gioco. La maggior parte della cricca di Anhui si schierò con Zhang. Duan, vistosi tagliato fuori dai suoi stessi alleati, si recò a Tientsin e quindi a Shanghai, dove trascorse gli ultimi anni della sua vita.

### L'avvicinamento al buddhismo
Cacciato dalla Cina, Duan si avvicinò al buddhismo fino ad abbracciarne i principi morali, divenendo un devoto buddhista; costruì anche un luogo di preghiera all'interno della sua casa. Molti membri della Cricca di Anhui rimastigli fedeli erano soliti pregare con lui. Questo rapporto con il buddhismo lo portò anche a divenire vegetariano, tanto che il suo cibo preferito divenne il douchi.